# Interestatal 295 (Rhode Island)
La Interestatal 295 (abreviada I-295) es una autopista Interestatal ubicada en el estado de Rhode Island. La autopista inicia en el Este desde la I 95  , Ruta 113   en Warwick hacia el Sur en la I 295     en North Attleborough. La autopista tiene una longitud de 36 km (22.35 mi).

## Mantenimiento
Al igual que las carreteras estatales, las rutas federales y el resto de autopistas interestatales, la Interestatal 295 es administrada y mantenida por el Departamento de Transporte de Rhode Island por sus siglas en inglés RIDOT.

## Cruces
La Interestatal 295 es atravesada principalmente por la  US 6  Ruta 146   en Johnston y Lincoln.